# Repubblica di Montenegro (1992-2006)
La Repubblica di Montenegro (in serbo-croato Republika Crna Gora / Република Црна Гора) è stata una repubblica federata della Repubblica Federale di Jugoslavia dal 1992 al 2003 e della federazione di Serbia e Montenegro dal 2003 al 2006.

## Storia
In seguito alla dissoluzione della Federazione, ufficialmente sciolta il 27 aprile 1992, la Repubblica di Serbia e la Repubblica Socialista di Montenegro, con la nuova denominazione di Repubblica di Montenegro, diedero vita, il 28 aprile 1992 ad una nuova federazione denominata Repubblica Federale di Jugoslavia. La capitale fu Podgorica, conosciuta dal dopoguerra fino a poche settimane prima dell'istituzione della repubblica federata, come Titograd, ribattezzata all'epoca in onore di Josip Broz Tito.
Il 4 febbraio 2003 con approvazione dalle due camere del Parlamento jugoslavo, lo stato prese la denominazione ufficiale di Unione Statale di Serbia e Montenegro, meglio noto come Serbia e Montenegro.
In seguito ad un referendum per l'indipendenza del Montenegro, che si è svolto il 21 maggio 2006, e che ha visto la partecipazione dell'86,5% del corpo elettorale, il 55,5% degli elettori si è espresso a favore dell'indipendenza, con una percentuale superiore alla soglia del 55% concordata con l'Unione europea per rendere valido il referendum; in valore assoluto la soglia minima necessaria è stata superata per 2300 voti. Il Parlamento del Montenegro ha intrapreso di conseguenza le procedure legali per dichiarare l'indipendenza, il cui iter si è chiuso il 3 giugno 2006 con la dichiarazione d'indipendenza, seguita, quindi confermata il giorno successivo da un analogo atto da parte della Serbia, ponendo così fine all'esperienza federativa.

## Economia
La Repubblica di Montenegro, a differenza della Serbia, in cui la moneta era il dinaro jugoslavo, ha avuto come moneta prima il marco tedesco e a partire dal 2002 l'euro.

## Bandiera
Inizialmente la bandiera della repubblica federata seguì l'evoluzione dello stato, infatti fino al 1993 restò in vigore la bandiera dell'Ex Jugoslavia socialista e poi dal 1993 al 1994 divenne ufficiale la medesima bandiera con la rimozione stella rossa al centro. Nel 1994 la bandiera con tre bande orizzontali rosse, celesti e bianche divenne ufficiale. Nel 2004 la bandiera precedente venne sostituita con quella che poi diventò la bandiera ufficiale del Montenegro indipendente.

Bandiera della Repubblica Federata del Montenegro dal 1994 al 2004

Bandiera dell'attuale Montenegro, ufficiale nella Repubblica Federata dal 2004 al 2006